# 高山市立荘川中学校
高山市立荘川中学校 （たかやましりつ しょうかわちゅうがっこう）は、かつて岐阜県高山市にあった公立中学校。
高山市立荘川小学校と統合し、義務教育学校高山市立荘川さくら学園の設置により2025年（令和7年）に廃校。

## 概要
校区は高山市荘川町全域（旧・荘川村）である。
荘川保育園、荘川小学校と一貫教育を行っていた。

## 沿革
荘川中学校は、1961年に旧来の荘川中学校、黒谷中学校、黒谷中学校六厩分校を統合し、新たに開校した中学校である。ここでは旧来の荘川中学校を荘川中学校〈旧〉と表記する。
- 1947年（昭和22年）4月 - 荘川村立荘川中学校〈旧〉として開校。荘川小学校に併設。
- 1960年（昭和35年）10月28日 - 中野中学校を統合する。
- 1961年（昭和36年）4月 - 荘川中学校〈旧〉、黒谷中学校、黒谷中学校六厩分校を統合し、荘川中学校を新設する。同時に荘川小学校との併設が解消される。名目上の統合であり、荘川中学校〈旧〉を荘川分教室、黒谷中学校を黒谷分教室、黒谷中学校六厩分校を六厩分教室とする。
- 1962年（昭和37年）
  - 6月 - 現在地に新築移転。荘川分教室、黒谷分教室、六厩分教室を廃止。
  - 11月 - 開校式を行う。
- 2005年（平成17年）2月1日 - 荘川村が高山市に編入される。同時に高山市立荘川中学校に改称する。
- 2023年（令和5年）4月 - 荘川小学校校舎を義務教育学校の校舎とする改築工事のため、荘川中学校の校舎で荘川小学校の児童の授業を開始する。
- 2025年（令和7年）
  - 3月20日 - 校旗返納式を行う[1]。
  - 3月31日 - 閉校。